# Cynosarge
 (octobre 2016).
Si vous disposez d'ouvrages ou d'articles de référence ou si vous connaissez des sites web de qualité traitant du thème abordé ici, merci de compléter l'article en donnant les références utiles à sa vérifiabilité et en les liant à la section « Notes et références ».
En Grèce antique, le Cynosarge ou  Cynosarges (Κυνόσαργες / Kynósarges) est un gymnase dédié à Héraclès, situé dans l'Athènes antique non loin du dème d'Alopèce, de la tribu Scambonide. Héraclès est un demi-dieu, et le Cynosarge est un gymnase où sont acceptés les demi-citoyens, issus d'unions dont l'un des parents n'est pas citoyen de la ville. Antisthène, élève de Socrate, fondateur d'une école à laquelle il a donné le nom d'école cynique, y a fondé son école à la mort de son maître. Le héros et modèle des philosophes cyniques est Héraclès ; c'est un héros qui ne se laisse influencer par personne, est libre et n'a pas d'attachement particulier. Une fois qu'Antisthène eut fondé et baptisé son école, les métaphores autour du chien ont abondé, si bien qu'il est difficile d'en isoler l'exacte origine historique. La plus significative est celle présentant l'animal comme modèle. Inspirateur du cynisme après le fondateur de la doctrine, Diogène de Sinope, généralement considéré comme le premier véritable représentant de l'école cynique, souhaitait être enterré « comme un chien ». Le cynisme utilise ainsi beaucoup d'images et de modèles, dans le but de toucher toutes les classes de la population, sans se focaliser sur les élites intellectuelles. La déesse Hébé possédait un autel dans l'enceinte du Cynosarge.